# Henvålen-Aloppan
Henvålen-Aloppan este o arie protejată (arie specială de conservare — SAC, sit de importanță comunitară — SCI) din Suedia întinsă pe o suprafață de 17.568,5 ha, integral pe uscat.

## Localizare
Centrul sitului Henvålen-Aloppan este situat la coordonatele 62°41′53″N 13°23′00″E / 62.6981°N 13.3834°E.

## Înființare
Situl Henvålen-Aloppan a fost declarat sit de importanță comunitară în ianuarie 1997 pentru a proteja 4 specii de animale. Situl a fost protejat și ca arie specială de conservare în decembrie 2009.

## Biodiversitate
Situată în ecoregiunea alpină, aria protejată conține 11 habitate naturale: Păduri nordice subalpine/subarctice cu Betula pubescens ssp. czerepanovii, Pajiști aluvionare boreale nordice, Turbării Aapa, Mlaștini turboase de tranziție și turbării mișcătoare, Pajiști boreale și alpine pe substrat silicios, Mlaștini alcaline, Pajiști alpine și boreale, Râuri de munte și vegetația erbacee de pe malurile acestora, Mlaștini împădurite, Taiga vestică, Liziere de ierburi înalte hidrofile de câmpie și de nivel montan până la alpin.
La baza desemnării sitului se află mai multe specii protejate de  mamifere (4): vulpe polară (Alopex lagopus), gluton (Gulo gulo), vidră de râu (Lutra lutra), râs eurasiatic (Lynx lynx).